# Collorhabdium williamsoni
Collorhabdium williamsoni – gatunek węża z rodziny połozowatych (Colubridae), jedyny przedstawiciel monotypowego rodzaju Collorhabdium. Jest endemitem Malezji występującym w południowo-zachodniej części Półwyspu Malajskiego.